# Nimvar
Nīmvar (farsi نیم‌ور) è una città dello shahrestān di Mahalat, circoscrizione Centrale, nella provincia di Markazi in Iran. Aveva, nel 2006, una popolazione di 5.731 abitanti. 
Luoghi d'interesse sono:
- L'antica diga sasanide[2].
- La moschea del Venerdì[3].
- Il Tempio del Fuoco di Mil Milooneh[4].

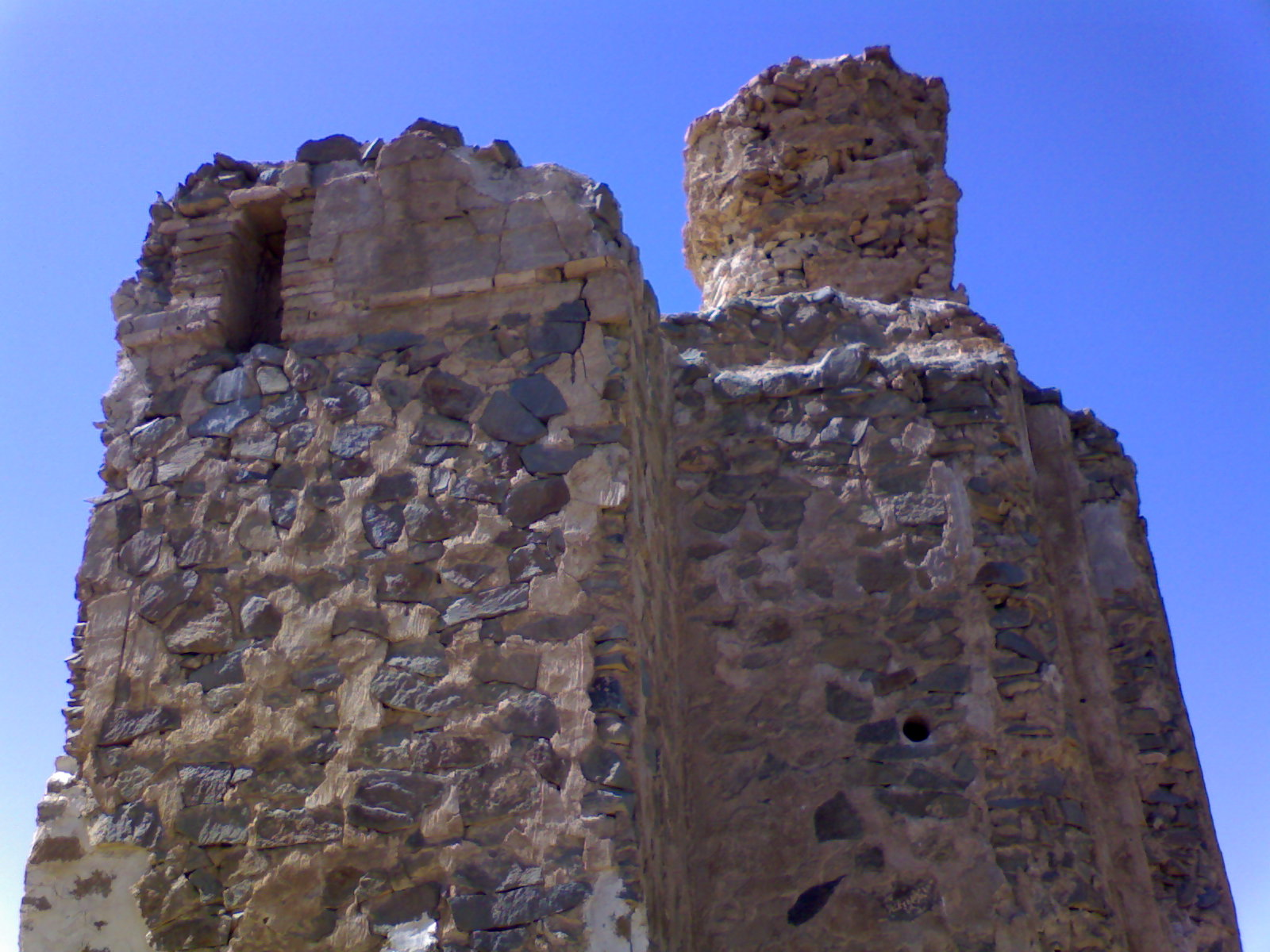
Il Tempio del Fuoco di Mil Milooneh